# Палласовка
Палласовка (рос. Палласовка) — місто у Палласовському районі Волгоградської області Російської Федерації.
Населення становить 14 463  осіб. Входить до складу муніципального утворення міське поселення місто Паласовка.

## Історія
Населений пункт розташований у межах українського історичного та культурного регіону Жовтий Клин.
Населений пункт заснований 1907 року.
Згідно із законом від 30 грудня 2004 року № 982-ОД органом місцевого самоврядування є міське поселення місто Паласовка.

## Населення
| 1926    | 1939    | 1959    | 1970    | 1979    | 1989    | 1996    |
| ------- | ------- | ------- | ------- | ------- | ------- | ------- |
| 1471    | ↗6715   | ↗10 346 | ↗13 505 | ↗15 503 | ↗17 712 | ↗18 000 |
| 1998    | 2000    | 2001    | 2002    | 2005    | 2006    | 2007    |
| →18 000 | ↘17 900 | ↘17 600 | ↘17 163 | ↘16 700 | ↘16 500 | ↘16 400 |
| 2008    | 2009    | 2010    | 2011    | 2012    | 2013    | 2014    |
| ↘16 300 | ↘16 264 | ↘16 081 | ↗16 100 | ↘15 923 | ↘15 728 | ↘15 493 |
| 2015    | 2016    | 2017    | 2018    | 2019    |         |         |
| ↘15 235 | ↘15 089 | ↘14 940 | ↘14 729 | ↘14 658 |         |         |